# Trimezia violacea
Trimezia violacea är en irisväxtart som först beskrevs av Friedrich Wilhelm Klatt, och fick sitt nu gällande namn av Pierfelice Ravenna. Trimezia violacea ingår i släktet Trimezia och familjen irisväxter. Inga underarter finns listade i Catalogue of Life.

## Bildgalleri

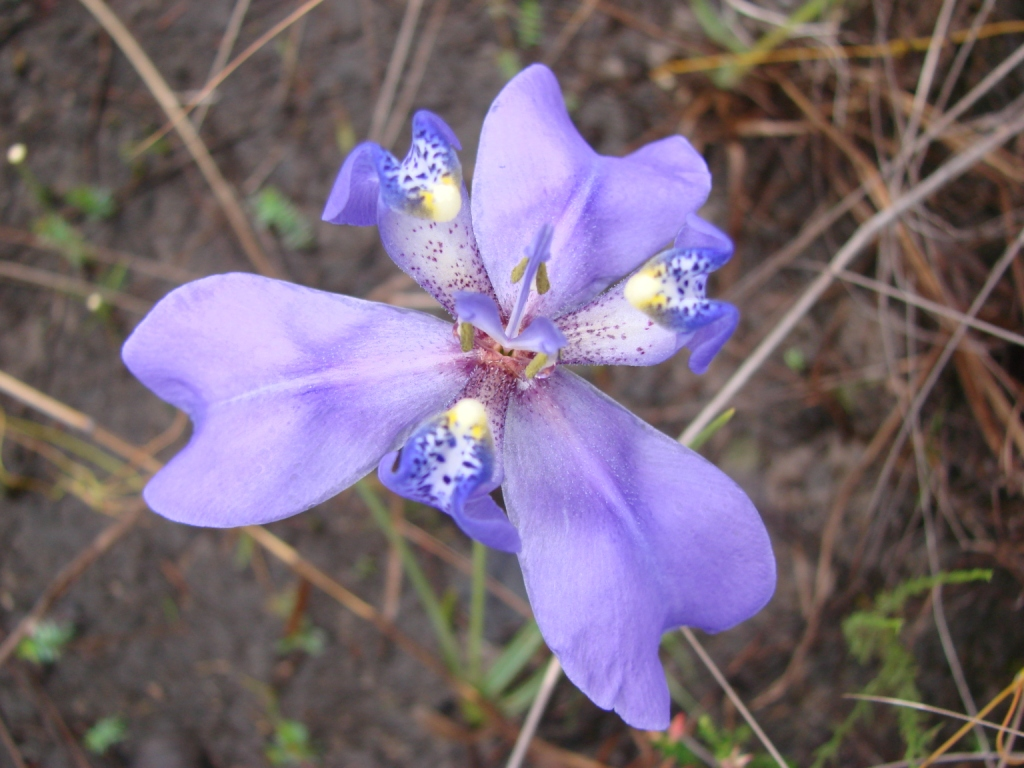